# ۱۶۵ (میلادی)
۱۶۵ (میلادی) صد و شصت و پنجمین سال تقویم میلادی است.

## درگذشتگان
‎